# Jan Schlürmann
Jan Schlürmann (* 9. August 1974 in Flensburg) ist ein deutscher Historiker.

## Leben
Schlürmann besuchte das Fördegymnasium Flensburg, wo er im Juni 1994 das Abitur ablegte, und studierte ab April 1995 Deutsch und Geschichte an der Christian-Albrechts-Universität zu Kiel (CAU). Er legte 2000 das Erste Staatsexamen ab und wurde 2004 im Fach Neuere Geschichte promoviert. Die Doktorarbeit verfolgte einen militärhistorischen Ansatz und wurde mit dem Fakultätspreis ausgezeichnet. Anschließend war Schlürmann fünf Jahre wissenschaftlicher Mitarbeiter von Thomas Riis am Lehrstuhl für schleswig-holsteinische Geschichte und am Lehrstuhl für nordeuropäische Geschichte der CAU. 2010 wechselte er kurzzeitig an die Ernst-Moritz-Arndt-Universität Greifswald, bevor er noch im selben Jahr wissenschaftlicher Referent im Schleswig-Holsteinischen Landtag wurde. Von 2012 bis 2014 war er daneben programmverantwortlicher Studienleiter und Geschäftsführer der CDU-nahen Hermann Ehlers Akademie. Seit 2022 ist Schlürmann im Kieler Landtag Ministerialrat und Referatsleiter mit der Zuständigkeit „Wissensmanagement, Reden, Parlamentsgeschichte“.
Schlürmann, der unter anderem zur Geschichte der Fechtkunst geforscht hat, ist Mitglied im Vorstand der Deutschen Gesellschaft für Geschichte der Sportwissenschaft e. V.

## Fachliche Schwerpunkte
Schlürmanns fachliche Schwerpunkte liegen auf der schleswig-holsteinischen und nordeuropäischen Geschichte; er veröffentlichte aber auch zur lateinamerikanischen Geschichte. Sein Hauptarbeitsgebiet bilden dabei die Militärgeschichte des 18. bis 20. Jahrhunderts, die Vexillologie sowie die Sportgeschichte, vor allem die Geschichte der Fechtkunst. 2010/11 war er prominent an der kontrovers geführten geschichtspolitischen Diskussion um die Wiedererrichtung des Idstedt-Löwen in Flensburg beteiligt.

## Werke
- 1920. Eine Grenze für den Frieden. Die Volksabstimmungen zwischen Deutschland und Dänemark. Wachholtz, Kiel 2019, ISBN 978-3-529-05036-7.
- Schwarzer Adler, goldener Grund. Die Entwürfe des Werbegrafikers Hans Domizlaff für eine neue deutsche Flagge (1932 und 1952), Kiel 2017.
- mit Utz Schliesky: Lorenz von Stein – Leben und Werk zwischen Borby und Wien. Wachholtz, Kiel 2015.
- 1848–1850 – deutsch-dänischer Krieg oder Bürgerkrieg? In: Grenzfriedenshefte (2006), Heft 3, S. 167–176 (Digitalisat).
- Die Schleswig-Holsteinische Armee 1848–1851. Der Andere Verlag, Tönning 2004, ISBN 3-89959-270-0.

## Herausgeber
- mit Utz Schliesky und Daniel Günther: Schleswig-Holstein in Europa. Die Europäische Union aus Sicht eines Bundeslandes. Neumünster 2014, ISBN 978-3-529-02997-4.
- mit Jens Ahlers: AufBruch & BürgerKrieg. Schleswig-Holstein 1848–1851, 2 Bde. Kiel 2012, ISBN 978-3-941713-09-3.
- mit Eva Susanne Fiebig (Hrsg.): Handbuch zur Nordelbischen Militärgeschichte. Heere und Kriege in Schleswig, Holstein, Lübeck, Lauenburg und Eutin, 1625–1863/67. Husum 2010, ISBN 978-3-89876-317-2.
- mit Gerhard Fouquet, Mareike Hansen, Carsten Jahnke: Von Ländern, Menschen, Meeren. Festschrift für Thomas Riis. Kiel 2006, ISBN 978-3-89959-526-0.

## Neuere Fachaufsätze
- Verfassungsentwürfe im dänischen Gesamtstaat bis 1848/49. In: 175 Jahre Schleswig-Holsteinisches Staatsgrundgesetz, hrsg. von der Präsidentin des Schleswig-Holsteinischen Landtages, Kiel: 2025, S. 48–67.
- "Das "teutonische Kreuz" im "Eckwinkel". Die Flaggenentwürfe von Carl Wilhelm Theremin für die deutsche Nationalversammlung von 1848 In: Herold Jahrbuch 28 (2023), S. 191–202.
- Vom Schachspiel zum „Kriegsspiel“ – Versuche zur Theoretisierung militärischer Bewegungen im 18. und 19. Jahrhundert In: Jahrbuch 2021 der Gesellschaft für Geschichte der Sportgeschichte e. v. (2022), S. 89–112.
- Die Flaggen der preußischen Provinz Schleswig-Holstein 1867-1933/46. In: Der Herold 64 (2021), H. 1–2, S. 417–428.
- Ein biblio-biographisches Verzeichnis der Fechtmeister des Spätmittelalters und der frühen Neuzeit ca. 1350- ca. 1730, in: Jahrbuch 2019 der Deutschen Gesellschaft für Geschichte der Sportwissenschaft e. V. (2020), S. 21–64.
- Eine neue Quelle zur Geschichte der Uniformierung der Schleswig-Holsteinischen Marine von 1849, in: Zeitschrift für Heereskunde 83 (2019), Nr. 471, S. 13–16.
- Das portugiesische Militär in Macao. Geschichte und Organisation vom 16. Jahrhundert bis 1999., Kiel: 2018, Arbeitspapier
- Die Gottorfer Seeflagge von 1696 ...und ihre Nachfolgerinnen, in: Der Flaggenkurier 24 (2018), Nr. 47, S. 3–5.
- Turnkunst und Sport in deutschen Marinen, in: Jahrbuch 2017 der Deutschen Gesellschaft für Geschichte der Sportwissenschaft e. V. (= Studien zur Geschichte des Sports, Bd. 21), Münster: 2018, S. 35–54, ISBN 978-3-643-13926-9
- „In meinem Reich, geht die Sonne niemals unter“ – Reloaded. Drei monarchische Restaurations-Projekte in Lateinamerika um 1864,  in: Der Wiener Frieden 1864 in deutscher, europäischer und globaler Perspektive, hrsg. von Oliver Auge und Ulrich Lappenküper (= Otto-von-Bismarck-Stiftung. Wissenschaftliche Reihe, Bd. 22), Paderborn 2016, S. 321–345.
- Die „Wirmer-Flagge“ – die wechselhafte Geschichte eines vergessenen Symbols der deutschen Christlichen Demokratie, in: Historisch-Politische Mitteilungen. Archiv für Christlich-Demokratische Politik 22 (2015), S. 331–342.
- 200 Jahre Deutsche Turner- und Turnverbandssymbolik als Spiegel der politischen Geschichte deutscher Staaten und politischer Ideologien, 1813–2013. In: Jahrbuch 2013 der Deutschen Gesellschaft für Geschichte der Sportwissenschaft e. V. (= Studien zur Geschichte des Sports, Bd. 18), Münster: 2014, S. 41–62.
- Schleswig-Holstein und Norwegen. Zu Gemeinsamkeiten der beiden äußersten Ränder des dänischen Gesamtstaates zwischen 1772 und 1814, in: Der Kieler Frieden 1814, hrsg. von Sonja Kinzler, Neumünster: 2013, S. 100–106.
- Die Versammlungshäuser der dänischen Minderheit in Schleswig 1864–1920, in: Heimstätten der Nation – Ostmitteleuropäische Vereins- und Gesellschaftshäuser im transnationalen Vergleich (= Tagungen zur Ostmitteleuropaforschung 32), hrsg. von Peter Haslinger, Heidi Hein-Kircher und Rudolf Jaworski, Marburg: 2013, S. 115–136.